# LWD Basket
El LWD Basket es un equipo de baloncesto holandés que compite en la BNXT League, la nueva liga fruto de la fusión de la Dutch Basketball League neerlandesa y la Pro Basketball League belga. Tiene su sede en la ciudad de Leeuwarden. Disputa sus partidos en el Sporthal Kalverdijkje.

## Nombres
- Woon Aris (hasta 2007)
- Aris Friesland (2007-2009)
- DeFriesland Aris (2009-2011)
- Lasaulec Aris (2011-2012)
- Aris (2012-)

## Trayectoria
| Temporada | Nivel | Liga       | Pos. | Pós Temporada    | Copa de Holanda  |
| --------- | ----- | ---------- | ---- | ---------------- | ---------------- |
| 2004–05   | 1     | Eredivisie | 7    | Cuartos de final |                  |
| 2005–06   | 1     | Eredivisie | 10   | –                |                  |
| 2006–07   | 1     | Eredivisie | 9    | –                | Semifinalista    |
| 2007–08   | 1     | Eredivisie | 10   | –                |                  |
| 2008–09   | 1     | Eredivisie | 10   | –                |                  |
| 2009–10   | 1     | Eredivisie | 6    | Semifinalista    | 4º clasificado   |
| 2010–11   | 1     | Eredivisie | 5    | Cuartos de final | 4º clasificado   |
| 2011–12   | 1     | Eredivisie | 6    | Cuartos de final | 4º clasificado   |
| 2012–13   | 1     | Eredivisie | 4    | Finalista        | Semifinalista    |
| 2013–14   | 1     | Eredivisie | 7    | Cuartos de final | Semifinalista    |
| 2014–15   | 1     | Eredivisie | 6    | Cuartos de final | Cuartos de final |
| 2015–16   | 1     | Eredivisie | 7    | –                | Semifinalista    |
| 2016–17   | 1     | Eredivisie | 7    | -                | Cuartos de final |